# Antananarivo
Antananarivo, coneguda durant l'època de l'annexió del país a França amb el nom francès de Tananarive, és la capital de l'estat de Madagascar i de la província homònima. Està situada a la part central de l'illa de Madagascar, a 18° 55′ S i 47° 31′ E, a les faldes d'una aresta rocosa que s'eleva fins als 1.468 metres d'altitud. Segons el cens del 2001, tenia 1.689.000 habitants.
És el centre econòmic, cultural i administratiu del país. És el principal centre comercial d'una regió en creixement, on les indústries locals es dediquen a la transformació de productes agroalimentaris, el tabac, el tèxtil i la pell.
La ciutat disposa d'un aeroport internacional (Ivato) i està comunicada per ferrocarril amb Toamasina (durant l'annexió francesa, Tamatave), port marítim de l'oceà Índic. És la seu de la universitat d'Antananarivo des del 1961), posseeix un museu d'art i d'arqueologia i, també, un observatori astronòmic.
Antananarivo és la seu de la Universitat de Madagascar i del Collège Rural d'Ambatobe.
Va ser històricament la capital del poble Merina, que segueix formant la majoria dels 1.275.207 habitants de la ciutat (cens de 2018). Les àrees urbanes circumdants tenen una població metropolitana total que s'aproxima als tres milions. Tots els divuit grups ètnics malgaixos, així com els residents d'origen xinesa, indi, europeu i altres, estan representats a la ciutat. Va ser fundada cap al 1610, quan el rei merina Andrianjaka (1612–1630) va expulsar els habitants Vazimba del poble d'Analamanga. Declarant-lo lloc de la seva capital, Andrianjaka va construir una rova (habitatge reial fortificat) que es va expandir per fer-se els palaus reials del Regne d'Imerina. La ciutat va conservar el nom d'Analamanga fins al regnat del rei Andriamasinavalona (1675–1710), que la va rebatejar Antananarivo ("Ciutat dels mil") en honor dels soldats d'Andrianjaka.

## Pronunciació i etimologia
La pronunciació anglesa d'Antananarivo és /ˌæntəˌnænəˈriːvoʊ/ o /ˌɑːntəˌnɑːnəˈriːvoʊ/. La pronunciació malgaix és [ antananaˈrivʷ ] , i la pronunciació de l'antic nom francès Tananarive és /təˌnænəˈriːv/ o /ˌtænənəˈriːv/ en anglès i [tananaʁiv] en francès.
Antananarivo va ser originalment el lloc d'una ciutat anomenada Analamanga, que significa "bosc blau" en el dialecte de les terres altes centrals de la llengua malgaix. Analamanga va ser establert per una comunitat Vazimba, els primers ocupants de l'illa. El rei Imerina Andrianjaka, que va emigrar a la regió des de la costa sud-est, es va apoderar del lloc com a lloc de la seva capital. Segons la història oral, va desplegar una guarnició de 1.000 soldats per capturar i custodiar amb èxit el lloc. El turó i la seva ciutat van mantenir el nom d'Analamanga fins al regnat del rei Andriamasinavalona, que la va rebatejar Antananarivo ("Ciutat dels mil") en honor dels soldats d'Andrianjaka.

## Història

### Regne d'Imerina

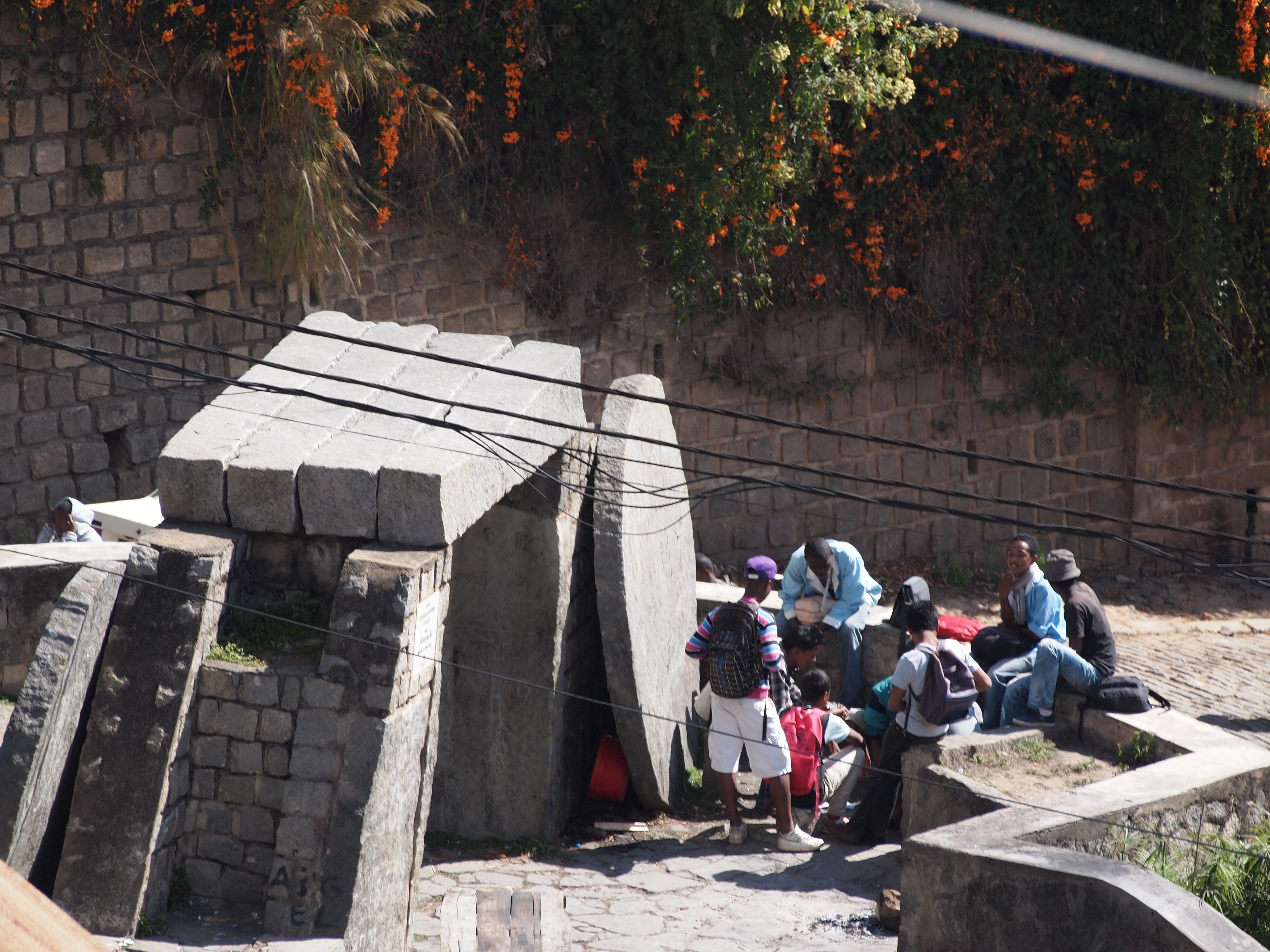
Porta de la ciutat antiga

Antananarivo ja era una ciutat important abans de l'època colonial. Després d'expulsar els Vazimba que habitaven la ciutat al cim del turó d'Analamanga, Andrianjaka va triar el lloc per la seva rova (compost reial fortificat), que es va expandir amb el temps per tancar els palaus reials i les tombes de la reialesa Merina. La ciutat es va establir al voltant de 1610 o 1625 segons diferents relats. La fortalesa era defensada per un miler d'homes, i d'aquí deriva el nom de la ciutat, Antananarivo, que en malgaix significa "la ciutat dels mil". La localitat va experimentar un ràpid desenvolupament, sobretot ajudat pel fet que els reis merines, especialment Radama I, controlaven la major part de l'illa al segle xix. França va ocupar la ciutat el 1895, que un any més tard esdevindria la capital de la colònia francesa de Madagascar. Va continuar sent la capital de l'illa quan el país va obtenir la independència el 1960. Els primers reis Merina van utilitzar fanampoana (treball legal) per construir un sistema massiu de camps d'arròs irrigats i dics al voltant de la ciutat per proporcionar arròs adequat a la població en creixement. Aquests arrossars, dels quals el més gran s'anomena Betsimitatatra, continuen produint arròs.

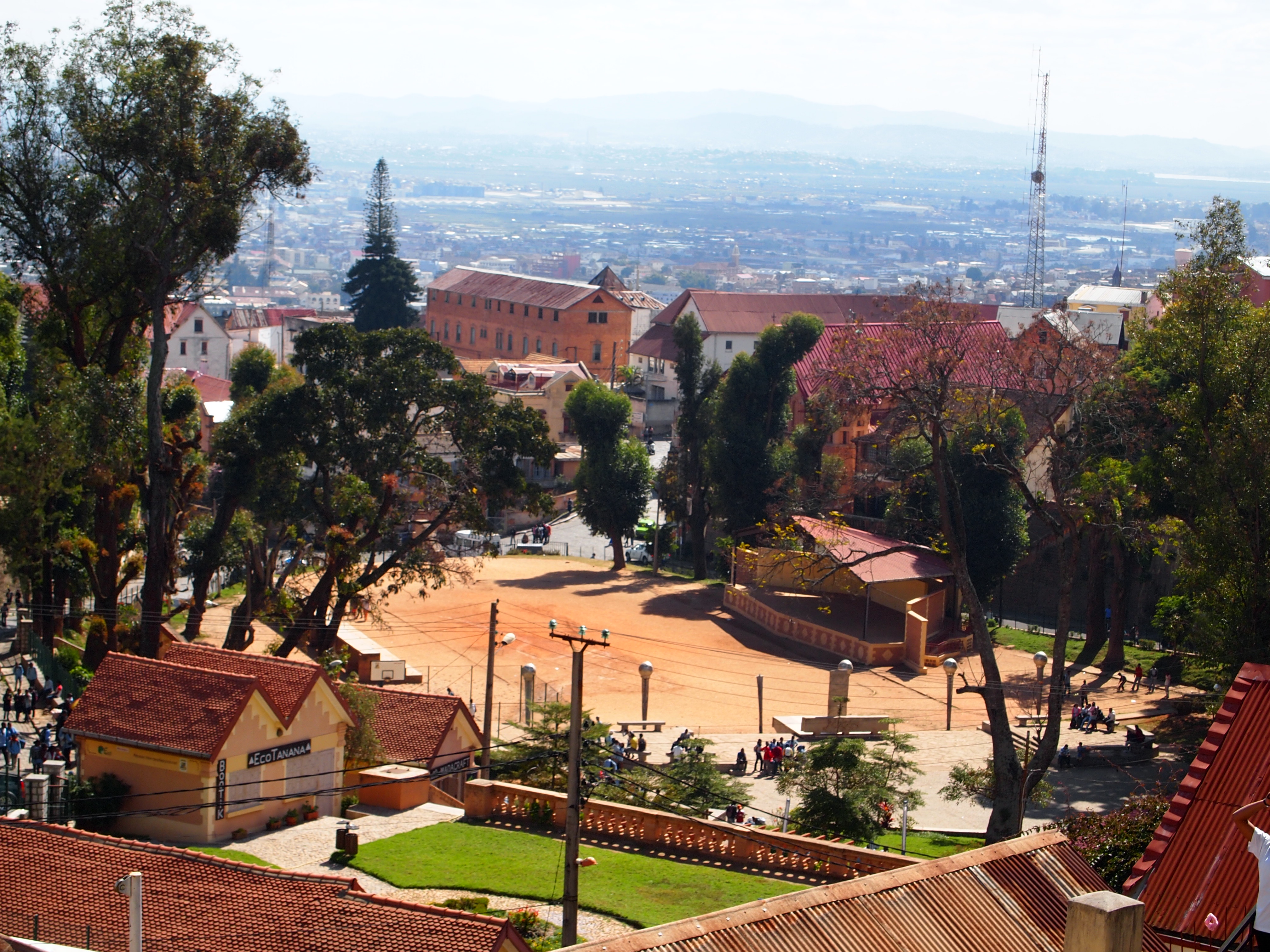
Els sobirans es van dirigir al públic a la plaça històrica d'Andohalo.

Successius sobirans Merina van governar el Regne d'Imerina des d'Analamanga fins al regnat del rei Andriamasinavalona. Aquest sobirà va donar el nom actual a la creixent ciutat; va establir la plaça de la ciutat d'Andohalo fora de la porta de la ciutat, on tots els successius sobirans van pronunciar els seus discursos i anuncis reials al públic, i va assignar els noms de nombrosos llocs dins de la ciutat basant-se en els noms de llocs similars al poble proper d'Antananarivokely. Andriamasinavalona va designar territoris específics per als hova (plebeus) i cada subcasta andriana (noble), tant dins dels barris d'Antananarivo com al camp que envoltava la capital. Aquestes divisions territorials s'aplicaven estrictament; Els membres de les subcastes estaven obligats a viure dins dels seus territoris designats i no estaven autoritzats a romandre durant períodes prolongats als territoris reservats per a altres. Es van imposar nombrosos fady (tabús), incloses les ordres judicials contra la construcció de cases de fusta per part de nobles i la presència de porcs dins dels límits de la ciutat.
A la mort d'Andriamasinavalona el 1710, Imerina es va dividir en quatre quadrants en guerra i Antananarivo es va convertir en la capital del districte sud. Durant la guerra civil de 77 anys que va seguir, la capital del districte oriental, Ambohimanga, va augmentar en protagonisme. L'últim rei d'Ambohimanga, Andrianampoinimerina, va conquerir Antananarivo amb èxit el 1793; va reunir les províncies d'Imerina, posant fi a la guerra civil. Va traslladar la capital política del regne de nou a Antananarivo el 1794, i va declarar Ambohimanga capital espiritual del regne, un paper que encara manté. Andrianampoinimerina va crear un gran mercat a Analakely, establint el centre econòmic de la ciutat.

### Regne de Madagascar

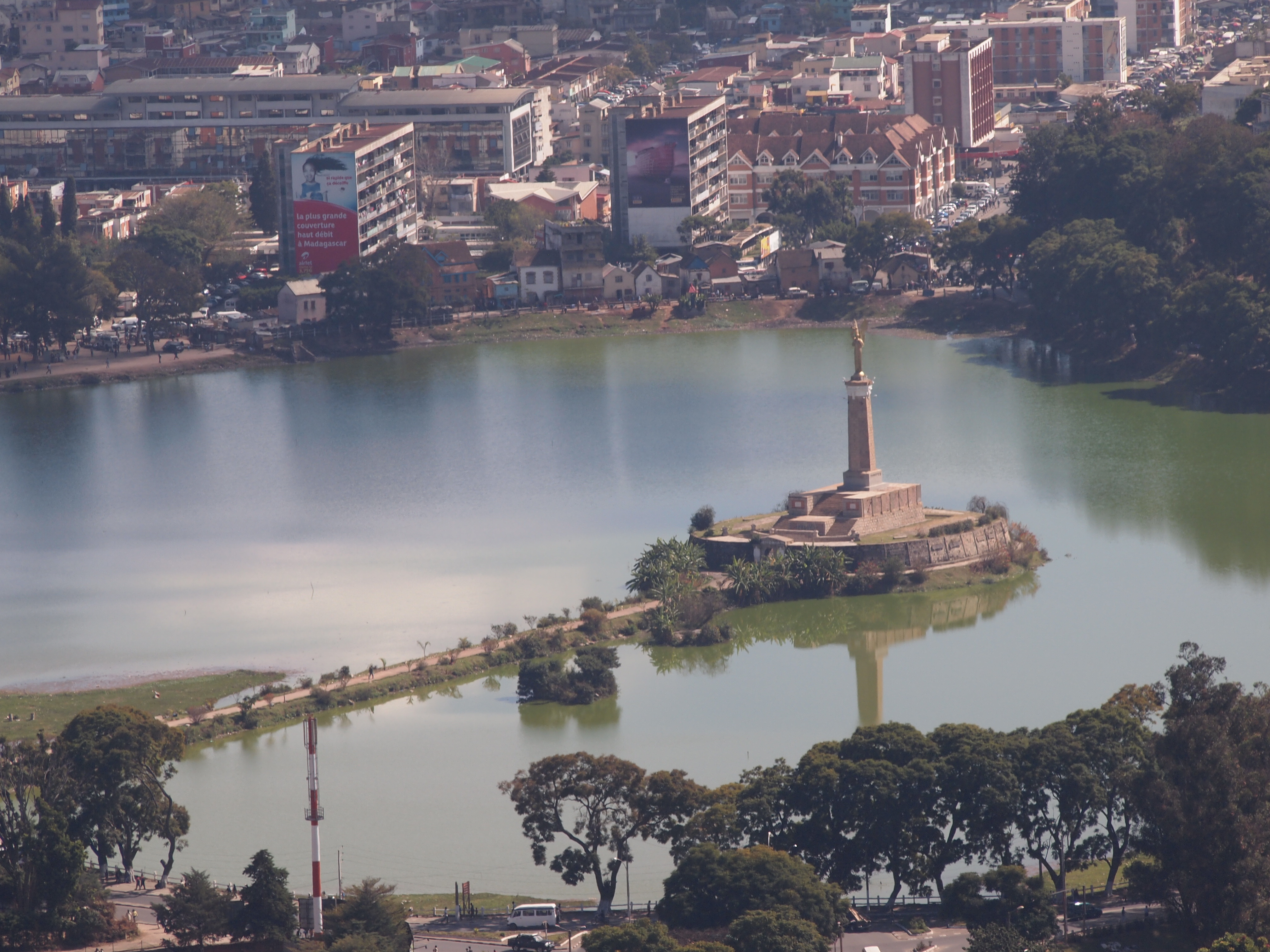
El llac Anosy es va crear al per proporcionar energia hidràulica a les fàbriques industrials.

Quan el fill d'Andrianampoinimerina, Radama I, va pujar al tron després de la mort del seu pare el 1810, Antananarivo era la ciutat més gran i més important econòmicament de l'illa, amb una població de més de 80.000 habitants. Radama va obrir la ciutat als primers colons europeus, missioners artesans de la Societat Missionera de Londres (LMS) que van arribar el 1820 i van obrir les primeres escoles públiques de la ciutat. James Cameron va introduir la fabricació de maons a l'illa i va crear el llac Anosy per generar energia hidràulica per a la fabricació industrial. Radama va establir un camp d'entrenament militar en una plana plana anomenada Mahamasina a la base d'Analamanga prop del llac. La submissió de Radama a altres grups ètnics malgaixos va portar gairebé dos terços de l'illa sota el seu control. Els diplomàtics britànics que van concloure tractats comercials amb Radama el van reconèixer com el governant de Madagascar, una posició que ell i els seus successors van reivindicar tot i que mai no van aconseguir imposar la seva autoritat sobre la major part del sud de l'illa. Després, els sobirans Merina van declarar Antananarivo la capital de tota l'illa.

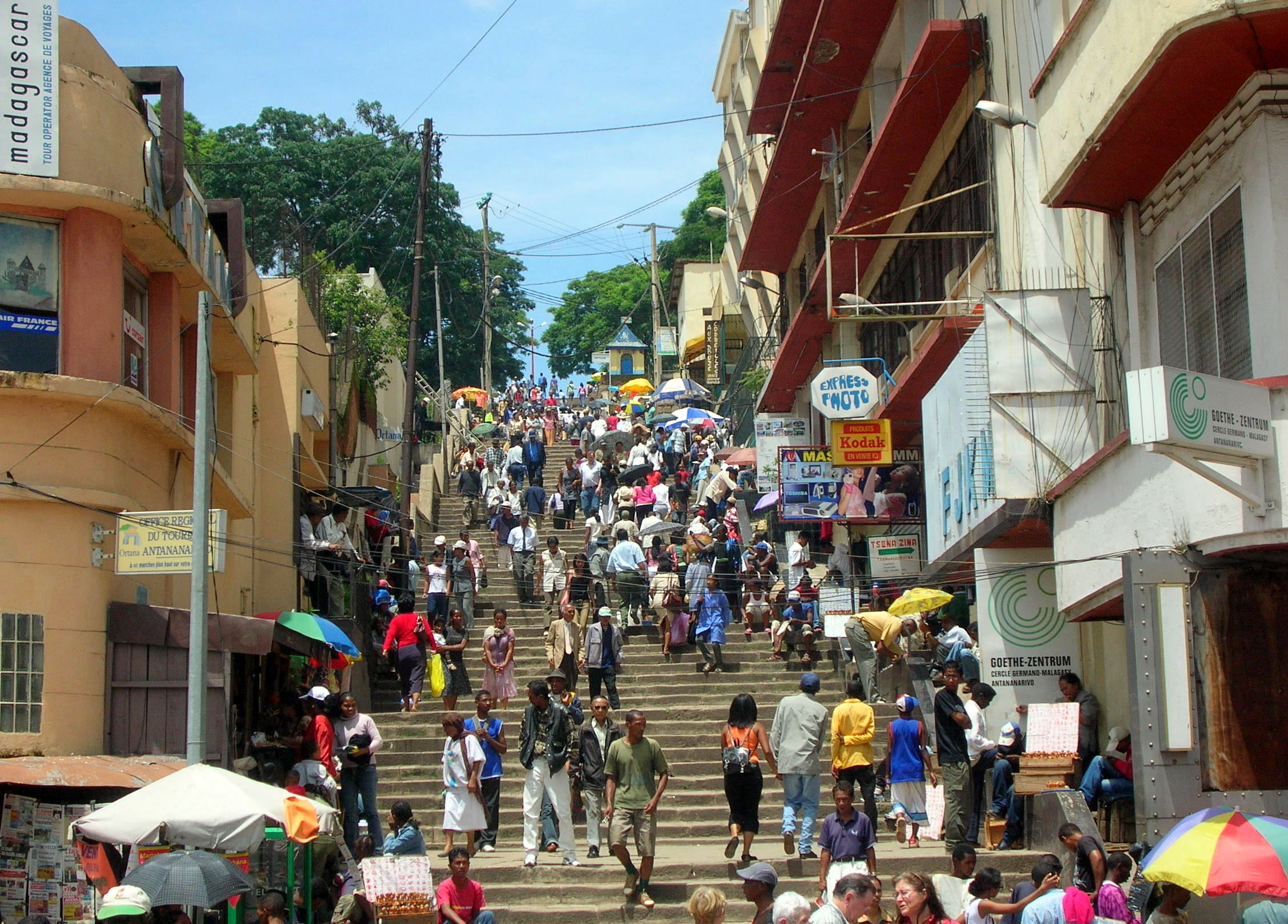
Ranavalona I va construir les escales que connectaven el mercat d'Analakely amb Antaninarenina (a la foto) i Ambondrona el 1832.

El successor de Radama, Ranavalona I, va convidar un artesà nàufrag anomenat Jean Laborde a construir la tomba del primer ministre Rainiharo, i Manjakamiadana (construït entre 1839 i 1841), el palau més gran de la Rova. Laborde també va produir una àmplia gamma de productes industrials a les fàbriques del poble de les terres altes Mantasoa i una foneria al barri d'Antananarivo d'Isoraka. Ranavalona va supervisar millores a la infraestructura de la ciutat, inclosa la construcció de les dues escales més grans de la ciutat a Antaninarenina i Ambondrona, que connecten la ville moyenne ('la ciutat del mig') amb el mercat central d'Analakely. L'any 1867, després d'una sèrie d'incendis a la capital, la reina Ranavalona II va emetre un reial decret que permetia l'ús de la construcció de pedra i maó en edificis diferents de les tombes. La primera casa de maó dels missioners de LMS va ser construïda el 1869; va combinar el disseny anglès, crioll i malgaix i va servir de model per a un nou estil de casa que es va estendre ràpidament per la capital i per les terres altes. Anomenat trano gasy ('casa malgaix'), és típicament un edifici de maó de dos pisos amb quatre columnes a la part davantera que suporten un porxo de fusta. A l'últim terç del segle xii, aquestes cases van substituir ràpidament la majoria de les tradicionals cases de fusta de la classe aristocràtica de la ciutat. El nombre creixent de cristians a Imerina va impulsar la construcció d'esglésies de pedra a les terres altes, així com quatre esglésies commemoratives en llocs clau del martiri entre els primers cristians malgaches sota el regnat de Ranavalona I.

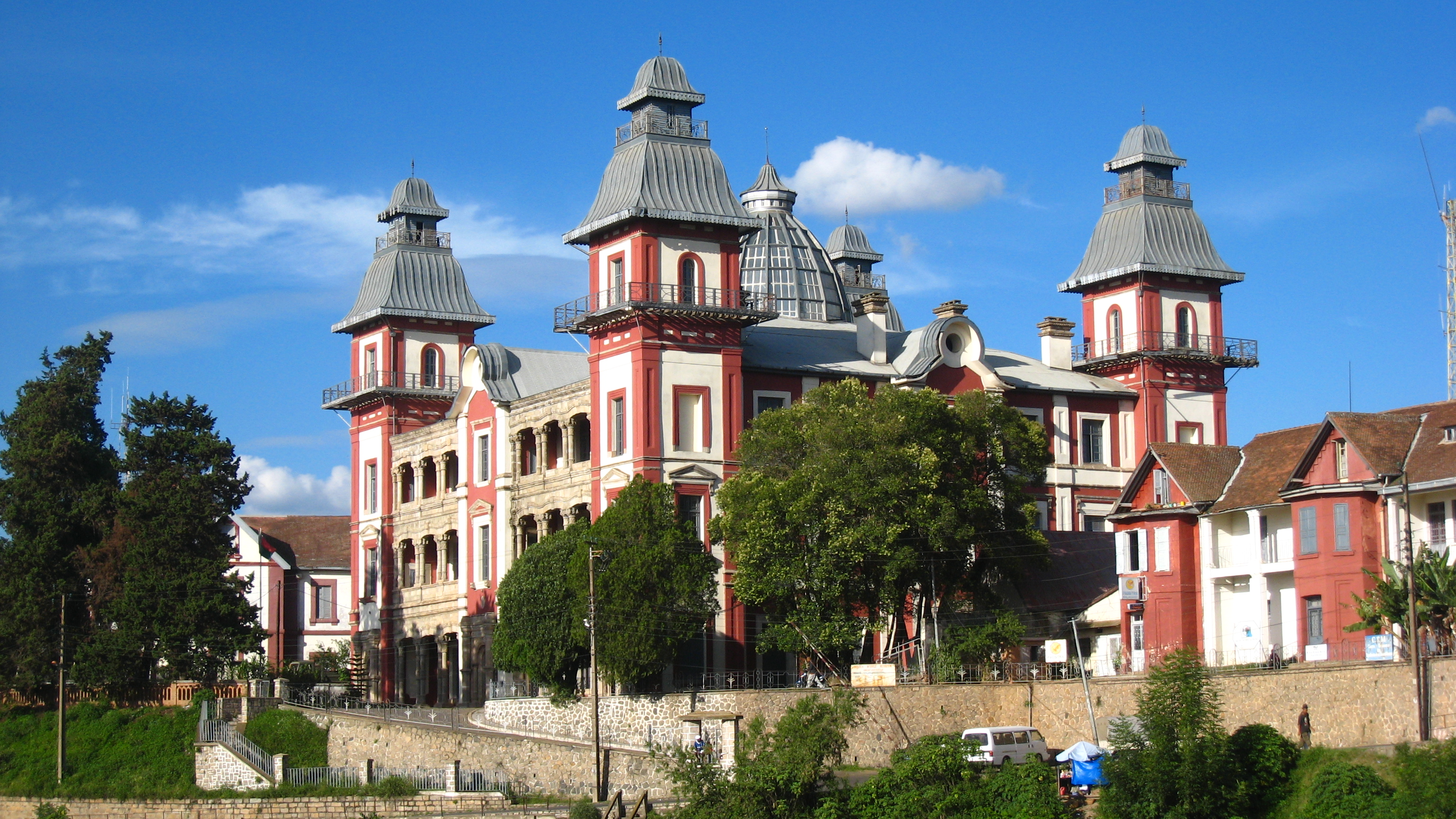
El palau d'Andafiavaratra va ser la llar del primer ministre Rainilaiarivony.

Fins a mitjans del segle xii, la ciutat va romandre concentrada en gran part al voltant de la Rova d'Antananarivo al cim més alt, una zona que avui es coneix com la haute ville o la haute ('ciutat alta'). A mesura que la població creixia, la ciutat es va expandir cap a l'oest; a finals del segle xii es va estendre fins al barri del turó nord d'Andohalo, una zona de baix prestigi fins que els missioners britànics el van convertir en el seu districte residencial preferit i hi van construir una de les esglésies commemoratives de la ciutat entre 1863 i 1872. De 1864 a 1894., el primer ministre Rainilaiarivony va governar Madagascar al costat de la tres reines successives, Rasoherina, Ranavalona II i Ranavalona III, aplicant polítiques que van transformar encara més la ciutat. El 1881, va restablir l'educació universal obligatòria introduïda per primera vegada el 1820 sota Radama I, que va requerir la construcció de nombroses escoles i col·legis, incloses les escoles de formació de professors amb personal de missioners i la primera farmàcia, la facultat de medicina i l'hospital modern del país. Rainilaiarivony va construir el Palau Andafiavaratra el 1873 com a residència i oficina en un lloc proper al palau reial.

### Madagascar francès

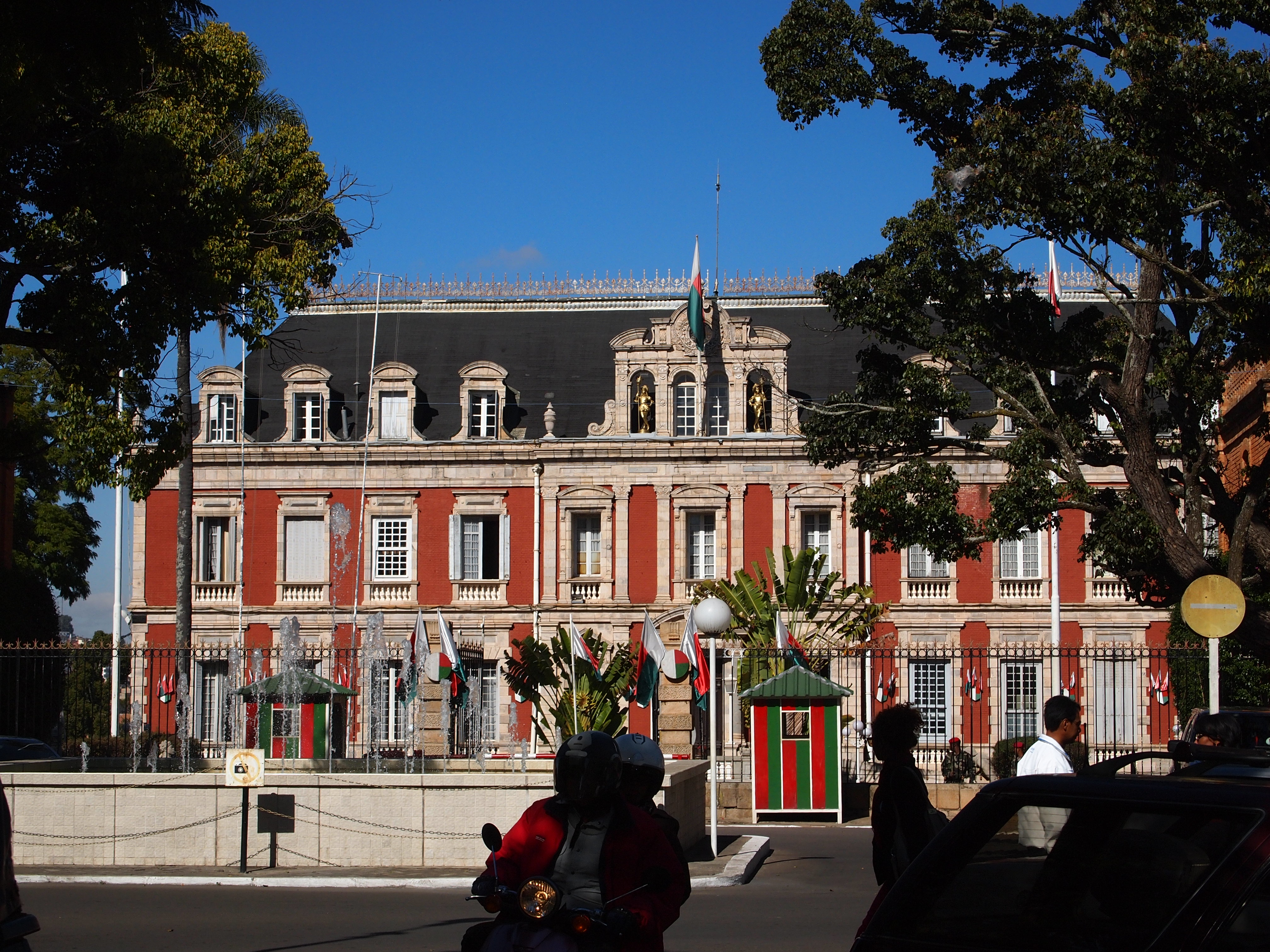
La residència colonial francesa serveix avui d'oficina presidencial i ha estat rebatejada amb el nom de Palau d'Ambohitsorohitra.

L'exèrcit francès va envair Antananarivo el setembre de 1894, fet que va provocar la rendició de la reina després que un obús de canó va fer un forat a un edifici a la Rova, causant grans baixes. El dany no es va reparar mai. La plaça d'Andohalo es va remodelar per incloure un mirador, passarel·les i un paisatge plantat. Reivindicant l'illa com a colònia, l'administració francesa va conservar Antananarivo com a capital i va transcriure el seu nom com a Tananarive. Van escollir Antaninarenina com a lloc per a la residència del governador general francès; després de la independència, va passar a anomenar-se Palau d'Ambohitsorohitra i es va convertir en oficines presidencials. Sota els francesos, es van construir túnels a través de dos dels turons més grans de la ciutat, connectant districtes dispars i facilitant l'expansió de la ciutat. Els carrers es van traçar amb llambordes i posteriorment es van pavimentar; es va introduir el clavegueram i la infraestructura elèctrica. L'aigua, prèviament obtinguda de fonts al peu del turó, es portava del riu Ikopa.
Aquest període va veure una important expansió de la ville moyenne, que es va estendre pels cims inferiors i els vessants de la ciutat centrats al voltant de la residència francesa. La planificació urbana moderna es va aplicar a la ville basse ('ciutat baixa'), que es va expandir des de la base dels turons centrals de la ciutat fins als arrossars circumdants. Es van construir grans bulevards com l'avinguda de l'Independència, zones comercials planificades com les arcades a banda i banda de l'avinguda, grans parcs, places de la ciutat i altres elements emblemàtics. El 1897 es va establir un sistema ferroviari que connectava l'estació de Soarano a un extrem de l'avinguda de l'Independència d'Antananarive amb Toamasina i Fianarantsoa. Més enllà d'aquests espais planificats, els barris densament poblats per la classe treballadora malgaix es van expandir sense la supervisió de l'estat. o control.

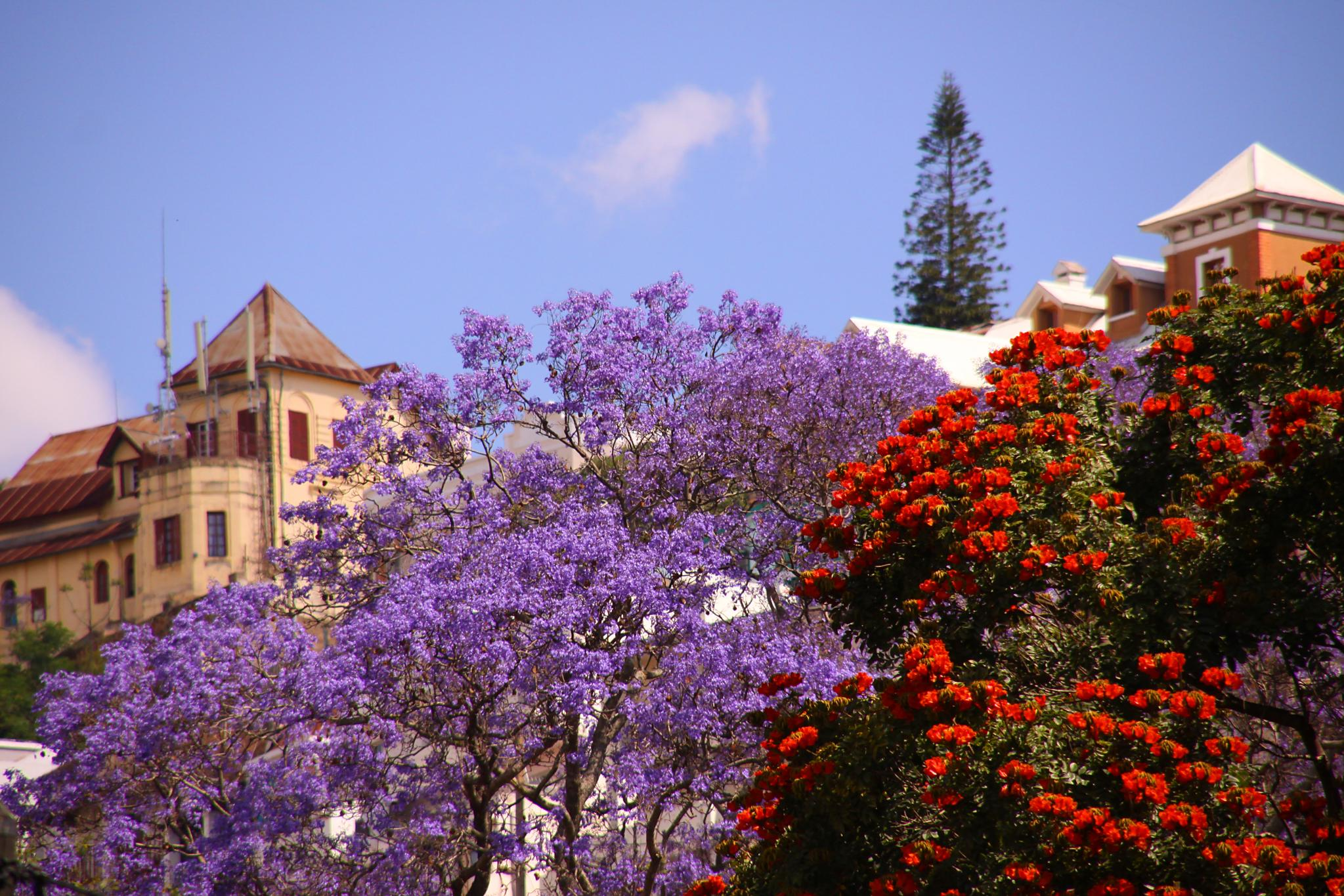
Les jacarandes plantades durant el període colonial francès floreixen a l'octubre al voltant del llac Anosy.

La ciutat es va expandir ràpidament després de la Segona Guerra Mundial; el 1950 la seva població havia crescut fins als 175.000 habitants. Les carreteres que connectaven Antananarivo amb les ciutats dels voltants es van ampliar i pavimentar. El primer aeroport internacional es va construir a Arivonimamo, 45 km fora de la ciutat; aquest va ser substituït el 1967 per l'aeroport internacional d'Ivato aproximadament a 15 km del centre de la ciutat. La Universitat d'Antananarivo es va construir al barri d'Ankatso i també es va construir el Museu d'Etnologia i Paleontologia. Un pla de ciutat escrit el 1956 va crear zones suburbanes on es van establir grans cases i jardins per als rics. L'any 1959, les greus inundacions a’‘la ville basse van impulsar la construcció de terraplens a gran escala als límits dels arrossars de Betsimitatatra i l'establiment de nous complexos ministerials en terrenys recentment drenats al barri d'Anosy.

### Post-independència

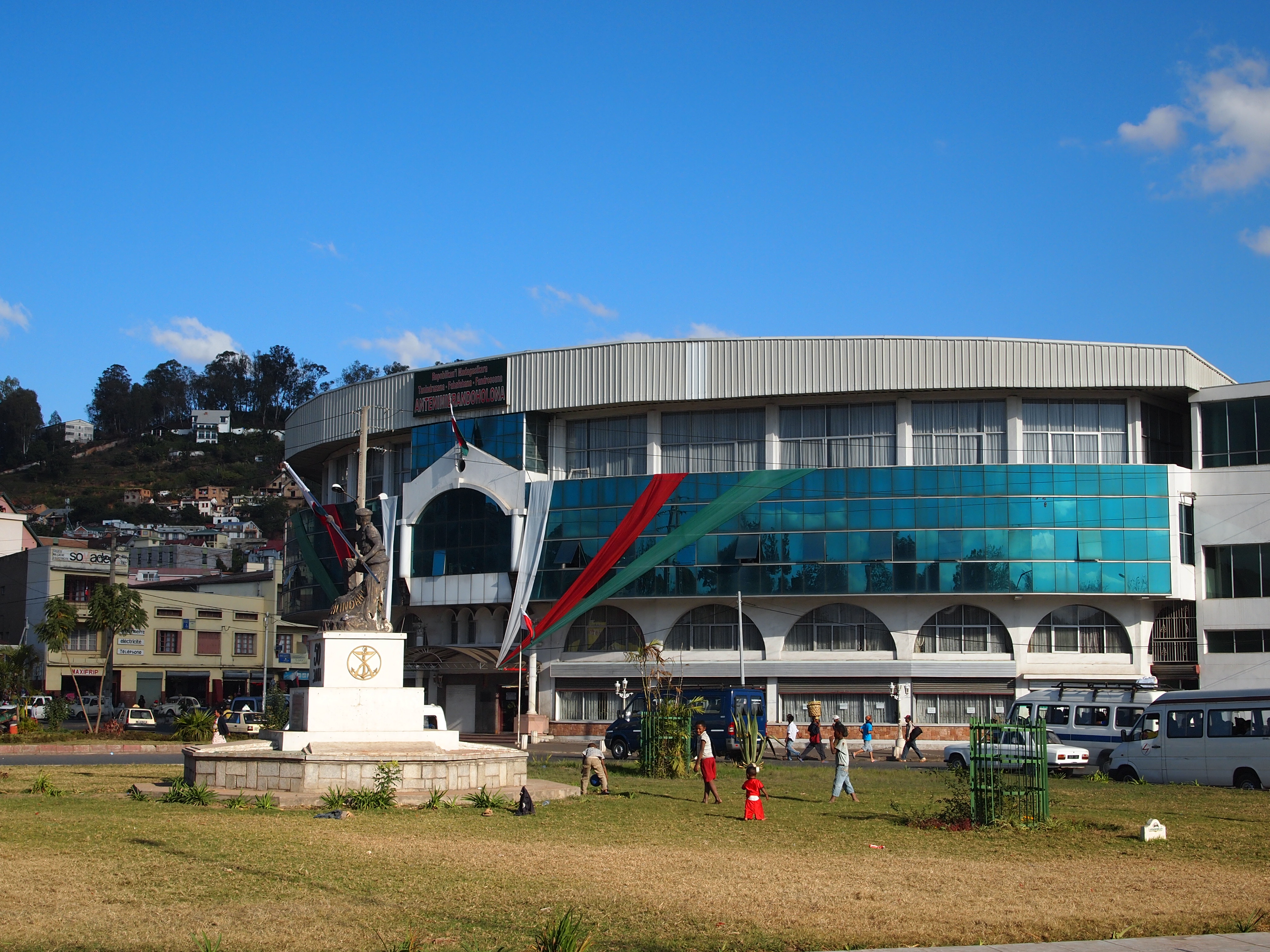
Edifici del Senat

Després de la independència el 1960, el ritme de creixement va augmentar encara més. La població de la ciutat va arribar als 1,4 habitants milions a finals del segle XX; el 2013, es va estimar en gairebé 2,1 milions. L'expansió urbana incontrolada ha desafiat la infraestructura de la ciutat, produint escassetat d'aigua neta i electricitat, problemes de sanejament i salut pública, i una gran congestió del trànsit.
Hi ha més de 5.000 edificis d'església a la ciutat i els seus suburbis, incloent una catedral anglicana i una catedral catòlica romana. Antananarivo és la Seu episcopal de l'arxidiòcesi catòlica romana de Madagascar. La ciutat ha estat repetidament el lloc de grans manifestacions i enfrontaments polítics violents, inclosa la rotaka de 1972 que va fer caure el president Philibert Tsiranana i la crisi política malgaix de 2009, que va provocar que Andry Rajoelina substituís Marc Ravalomanana com a cap d'estat.
Les inundacions d'Antananarivo del 2022 van afectar la ciutat el gener d'aquell any, causant múltiples morts i danys importants a gairebé 7.000 cases.
El 26 d'agost de 2023, almenys 12 persones van morir durant un incident d'aixafament a l'estadi municipal de Mahamasina, durant l'obertura dels Jocs de les Illes de l'Oceà Índic.

## Geografia

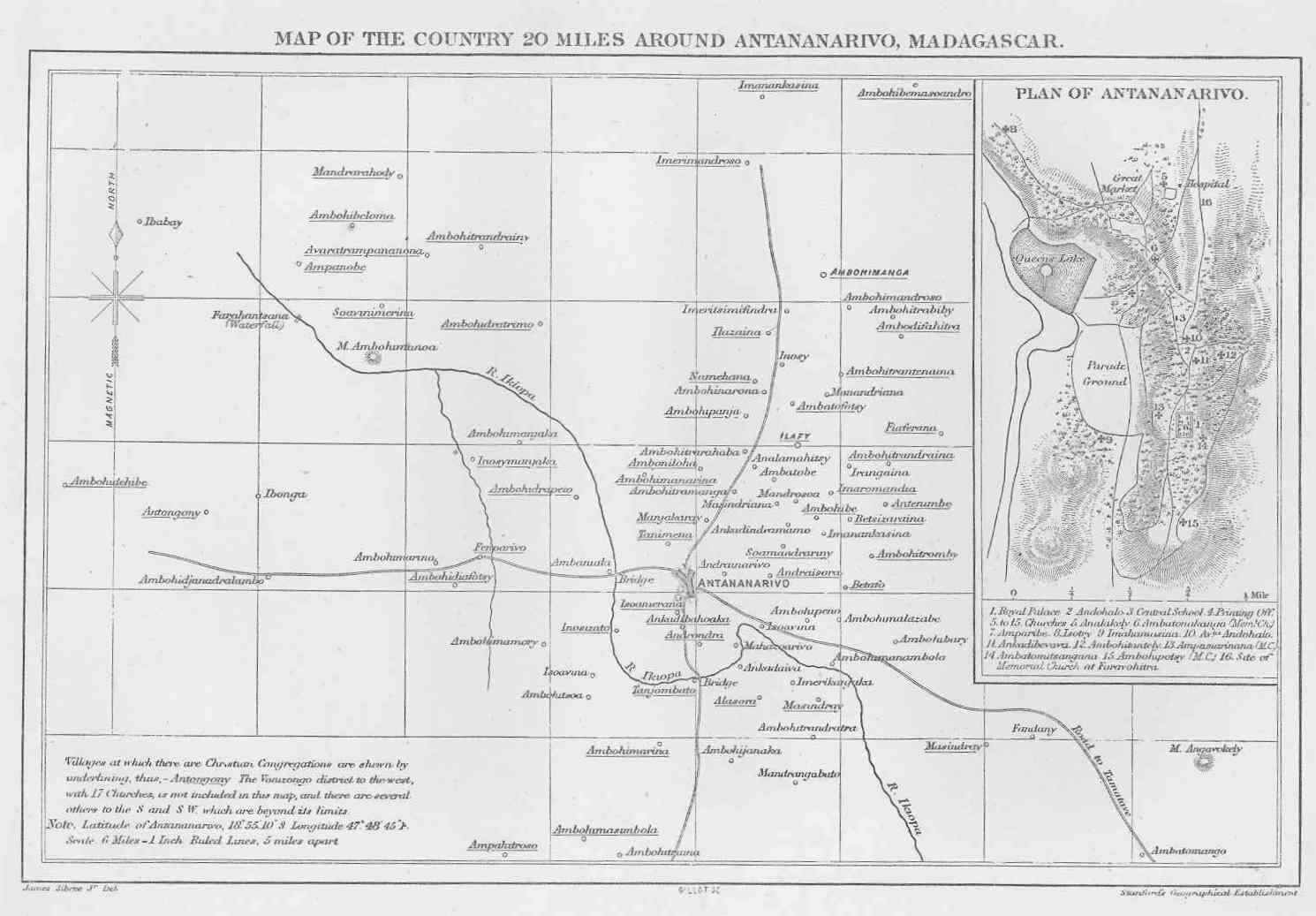
Mapa del país 20 milles al voltant d'Antananarivo, Madagascar (LMS, 1869, p.44)

Antananarivo es troba a uns 1280 m sobre el nivell del mar a la regió de les terres altes centrals de Madagascar, a 18,55 sud i 47,32 est. La ciutat està situada al centre al llarg de l'eix nord-sud del país, i a l'est del centre al llarg de l'eix est-oest. A 160 km de la costa est i 330 km de la costa oest. La ciutat ocupa una posició dominant al cim i als vessants d'una carena llarga, estreta i rocosa que s'estén al nord i al sud durant uns 4 km i pujant a uns 200 m per sobre dels extensos camps d'arròs a l'oest.
Els límits oficials de la ciutat d'Antananarivo abasten una àrea urbana d'aproximadament 86,4 km² . Va ser fundada a 1480 m sobre el nivell del mar al vèrtex de tres serralades que convergeixen en forma Y, a 200 m per sobre dels arrossars de Betsimitatatra i les planes de més enllà. La ciutat es va estenent gradualment des d'aquest punt central fins a cobrir els vessants; a finals del segle xii s'havia expandit al terreny pla a la base dels turons. Aquestes planes són susceptibles d'inundacions durant l'època de pluges; són regades pel riu Ikopa, que voreja la capital pel sud i l'oest. Els vessants i planes occidentals, més ben protegits dels vents ciclònics originats sobre l'oceà Índic, es van assentar abans que els de l'est.
El Gran Antananarivo és una zona urbanitzada contínua que s'estén més enllà dels límits oficials de la ciutat durant 9 km les de nord a sud entre Ambohimanarina i Ankadimbahoaka, i 6 km les d'oest a est entre el dic del riu Ikopa i Tsiadana. La població de la gran zona d'Antananarivo es va estimar en 3 milions de persones el 2012; s'espera que pugi a 6 milions per al 2030.

### Clima
Sota el sistema de classificació climàtica de Köppen-Geiger, Antananarivo té un clima subtropical de les terres altes amb l'estació seca definida (Cwb) caracteritzat per hiverns suaus i secs i estius càlids i plujosos. La ciutat rep gairebé tota la seva pluja mitjana anual entre novembre i abril. Les gelades són rares a la ciutat; són més freqüents a cotes més altes. Les temperatures mitjanes diàries oscil·len entre 20,8 °C al desembre al 14,3 °C al juliol.

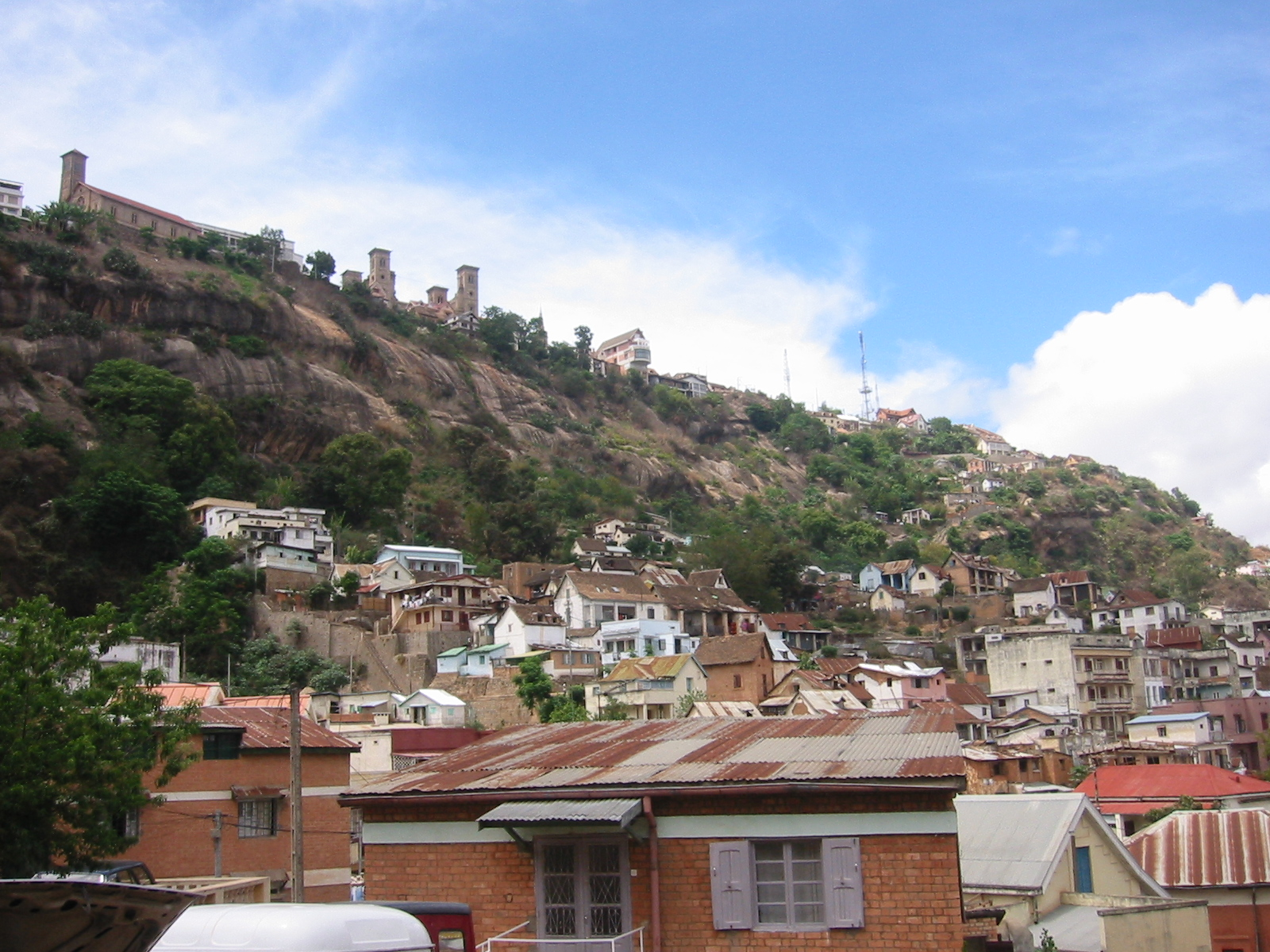
El palau reial està construït al cim d'Analamanga, el turó més alt de la ciutat, que domina el seu skyline.

## Paisatge urbà
Antananarivo engloba tres carenes que es tallen al seu punt més alt. El palau reial de Manjakamiadana es troba al cim d'aquests turons i és visible des de totes les parts de la ciutat i els turons circumdants. La Manjakamiadina era l'estructura més gran de la rova d'Antananarivo; la seva carcassa de pedra és l'única resta de les residències reials que va sobreviure a un incendi de 1995 al lloc. Durant 25 anys, la closca sense sostre va dominar l'horitzó; el seu mur oest es va esfondrar el 2004. L'any 2009, la carcassa de pedra s'havia restaurat totalment i l'edifici es va tornar a cobrir. S'il·lumina de nit. Les obres de conservació i reconstrucció del lloc estan en curs. L'horitzó de la ciutat és un revolt de cases i esglésies històriques de colors. Edificis residencials i comercials més recents i arrossars familiars ocupen terrenys més baixos a tota la capital. El Betsimitatatra i altres arrossars envolten la ciutat.
Els barris de la ciutat sorgeixen de divisions històriques ètniques, religioses i de castes. L'assignació de certs barris a subcastes nobles particulars sota el Regne d'Imerina va establir divisions; els nobles de més alt rang eren normalment assignats als barris més propers al palau reial i se'ls exigia que visquessin a parts més elevades de la ciutat. Durant i després de la colonització francesa, l'expansió de la ciutat va continuar reflectint aquestes divisions. Avui dia, la haute ville és principalment residencial i vista com una zona de prestigi on viure; moltes de les famílies malgaxes més riques i influents de la ciutat hi viuen. La part de la haute més propera a la Rova conté gran part del patrimoni precolonial de la ciutat i es considera part històrica. Inclou el palau reial, el palau d'Andafiavaratra — l'antiga residència del primer ministre Rainilaiarivony, Andohalo — la plaça principal de la ciutat fins al 1897, una catedral prop d'Andohalo construïda per commemorar els primers màrtirs cristians malgaixos, la porta d'entrada històrica més intacta de la ciutat i les cases dels nobles Merina del segle xii.
Sota el Regne de Madagascar, la classe plebea (hova) es va establir a la perifèria dels districtes nobles, estenent-se gradualment pels vessants dels turons inferiors durant el final del segle xii. Aquesta ville moyenne es va fer cada cop més poblada sota l'autoritat colonial francesa, que els va dirigir al redisseny i al desenvolupament. Avui dia, els barris de la ville moyenne són densament poblats i animats, que contenen residències, llocs històrics i negocis. El barri d'Antaninarenina conté l'històric Hôtel Colbert, nombroses joieries i altres botigues de productes de luxe i oficines administratives. A més d'Antaninarenina, els principals barris de la ville moyenne són Ankadifotsy als turons de l'est i Ambatonakanga i Isoraka a l'oest, tots ells en gran part residencials. Isoraka ha desenvolupat una animada vida nocturna, amb cases convertides en restaurants i fondes de luxe. Isoraka també alberga la tomba del primer ministre Rainiharo (1833–1852), els fills del qual i els posteriors primers ministres Rainivoninahitriniony i Rainilaiarivony estan enterrats amb ell. Limitant amb aquests barris hi ha les zones comercials de Besarety i Andravoahangy.

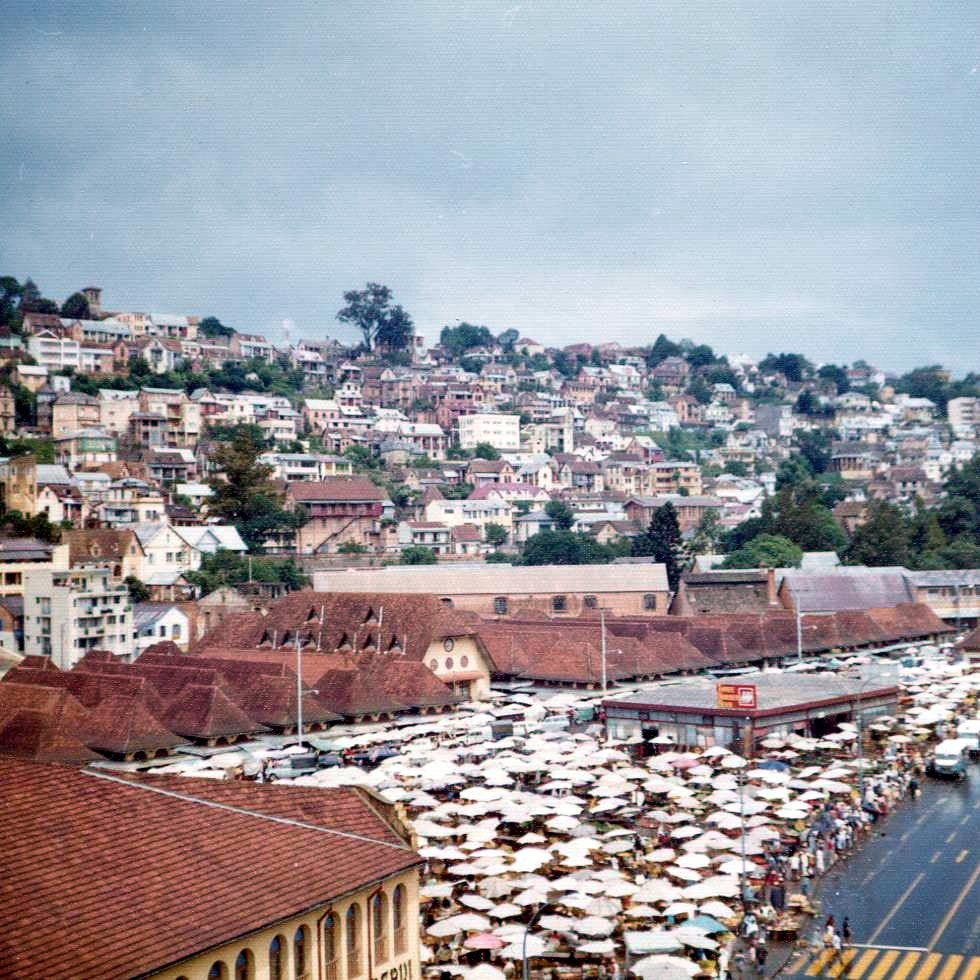
L'històric mercat de Zoma de la ciutat, establert pel rei Andrianampoinimerina (1787–1810), es va suspendre el 1997.

El centre comercial de la ciutat, Analakely, es troba al fons de la vall entre aquestes dues serralades de turons de la  ville moyenne. El rei Andrianampoinimerina va establir el primer mercat de la ciutat als terrenys avui ocupats pels pavellons amb teules del mercat, construïts a la Dècada del 1930. Andrianampoinimerina va decretar divendres (Zoma) com a dia de mercat, quan els comerciants aixecaven parades ombrejades amb para-sols blancs, que s'estenia per tota la vall formant el que s'ha anomenat el mercat a l'aire lliure més gran del món. El mercat va provocar la congestió del trànsit i els perills de seguretat que van impulsar els funcionaris del govern a dividir i traslladar els comerciants dels divendres a uns quants districtes el 1997. Els altres principals barris comercials i administratius de la ciutat, que s'estenen des d'Analakely i s'estenen a la plana adjacent, van ser establerts pels francesos, que van drenar i omplir els arrossars i els aiguamolls existents per crear gran part del disseny i la infraestructura de la zona. L'avinguda de l'Independència va des dels jardins d'Ambohijatovo al sud dels pavellons del mercat, passant per Analakely fins a l'estació de ferrocarril de la ciutat a Soarano. A l'oest de Soarano es troba el dens districte comercial de Tsaralalana; és l'únic districte que es va construir sobre una quadrícula i és el centre de la comunitat sud-asiàtica de la ciutat. Behoririka, a l'est de Soarano, està construïda al voltant d'un llac del mateix nom i toca amb l'extens barri d'Andravoahangy, a l'extrem oriental de la ciutat. Antanimena limita amb Soarano i Behoririka al nord. Un túnel construït pels francesos a principis del segle XX travessa el vessant; connecta Ambohijatovo amb Ambanidia i altres zones residencials al sud de la ciutat.
Des de l'època precolonial, les classes baixes, inclosos els descendents de la classe esclava (andevo) i els migrants rurals, han ocupat els districtes baixos propensos a les inundacions que voregen els arrossars de Betsimitatatra a l'oest de la ciutat. Aquesta zona està connectada amb Analakely per un túnel construït pels francesos a principis del segle xx. El túnel s'obre cap al llac Anosy i els edificis del Tribunal Suprem nacional i dona accés al barri residencial de Mahamasina i al seu estadi. El barri limítrof d'Anosy es va desenvolupar a la Dècada del 1950 per allotjar la majoria dels ministeris nacionals i el Senat. Anosy, el districte residencial previst de Soixante-Sept Hectàrees (sovint abreujat a 67) i el barri d'Isotry es troben entre els barris més densament poblats, delinqüents i empobrits de la ciutat. Aproximadament el 40 % dels habitants amb electricitat a les seves cases a la ville basse l'obtenen il·legalment connectant-se a les línies elèctriques de la ciutat. En aquestes zones, les cases són més vulnerables als incendis, inundacions i esllavissades de terra, que sovint es desencadenen per la temporada anual de ciclons.

### Edificis destacats
Fins al 1869, tots els edificis de la ciutat eren fets de fusta o canya, però fins i tot llavors hi havia uns quants palaus de fusta treballada d'una mida considerable que coronaven la carena de la serralada. Des de la introducció de la pedra i el maó, es va reconstruir la ciutat sencera, que ara inclou nombrosos edificis arquitectònicament notables, com ara els antics palaus reials, les antigues residències del primer ministre i de la noblesa, la residència francesa, les catedrals anglicana i catòlica, diverses esglésies i la mesquita, escoles, hospitals, el palau de justícia i altres edificis oficials i centenars de cases d'arquitectura destacable.

## Demografia
Antananarivo ha estat la ciutat més gran de l'illa almenys des de finals del segle xviii, quan la seva població s'estimava en 15.000 habitants. El 1810, la població havia crescut fins als 80.000 abans de disminuir dràsticament entre 1829 i 1842 durant els regnats de Radama I i especialment de Ranavalona I. A causa d'una combinació de guerra, treballs forçats, malalties i dures mesures de justícia, la població d'Imerina va caure de 750.000 a 130.000 durant aquest període. En els darrers anys del Regne d'Imerina, la població d'Antananarivo s'havia recuperat entre 50.000 i 75.000; la majoria de la població eren esclaus que van ser capturats en gran part en campanyes militars provincials. El 1950, la població d'Antananarivo era d'uns 175.000 habitants. A finals de la dècada del 1990 la població de l'àrea metropolitana havia arribat a 1,4 milions i, mentre que la ciutat en si té ara una població de 1.275.207 habitants (al cens de 2018), amb els suburbis fora dels límits de la ciutat, havia crescut fins a gairebé 2,3 milions. milions el 2018. Així, l'àrea metropolitana acull el 10% dels 25,68 de l'illa milions de residents. La migració rural cap a la capital impulsa aquest creixement; la població de la ciutat supera la de les altres cinc capitals de província juntes.
Com a capital històrica d'Imerina, Antananarivo té una ubicació cèntrica a la pàtria del poble Merina, que constitueix al voltant del 24% de la població i és el grup ètnic malgaix més gran. La història de la ciutat com a principal centre de política, cultura i comerç de l'illa ha assegurat una barreja cosmopolita de grups ètnics de tota l'illa i d'ultramar. La majoria dels residents d'Antananarivo tenen forts vincles amb el seu tanindrazana (poble ancestral), on es troba la família extensa i normalment una tomba familiar o lloc d'enterrament; molts residents grans abandonen la ciutat quan es jubilen per tornar a la seva zona rural d'origen.

### Criminalitat
Malgrat els esforços en curs del Ministeri de Seguretat Domèstica, la delinqüència ha empitjorat a Antananarivo des del 2009. Entre 1994 i 1998, la ciutat tenia una mitjana de vuit a dotze policies per cada 10.000 habitants; les grans ciutats solen tenir-ne més de quinze. Sota l'alcaldia de Marc Ravalomanana (1998–2001), es van instal·lar o reparar fanals a tota la ciutat per millorar la seguretat nocturna. Va augmentar el nombre d'agents de policia als carrers, fet que va provocar un descens de la delinqüència. El 2012, la ciutat no tenia una estratègia integral per reduir la delinqüència. El recent augment de la delinqüència i la resposta inadequada de la CUA ha provocat el creixement de les empreses de seguretat privada a la ciutat.
La presó d'Antanimora es troba al barri d'Antanimora de la ciutat. La instal·lació té una capacitat màxima de 800 reclusos i s'ha informat que està molt amuntegada, de vegades amb més de 4.000 detinguts.